# Ава-пит (язык)
Ава́-пит, или ава-куайкер (исп. Awa-Cuaiquer, Awa, Awa Pit, Coaiquer, Cuaiquer, Kwaiker, Quaiquer) — барбакоанский язык, на котором говорят на северо-западе Южной Америки (в Колумбии и Эквадоре). Около 13 тысяч носителей (12 тысяч в Колумбии и около 1 тысячи в Эквадоре). Большинство мужчин говорят также на испанском. Женщины и дети в основном монолингвы (одноязычные).
Письменность на основе латинского алфавита: A a, Ã ã, E e, Ẽ ẽ, H h, I i, Ih ih, Ĩ ĩ, Ɨ ɨ, Ɨh ɨh, Ɨ̋ɨ̋, J j, K k, L l, M m, N n, Ñ ñ, P p, S s, Sh sh, T t, U u, Uh uh, Ũ ũ, Y y, Z z, Zh zh, '.

## Характеристика
На языке ава-пит говорят около 21 тысячи человек. В основном это проживающие на колумбийских тихоокеанских склонах Анд, и около тысячи жителей в прилегающих районах Эквадора. На данном языке с каждым годом говорит все меньше и меньше населения. Исследование 2008 года показало, что говорящих на языке ава-пит осталось около 12 000, но по состоянию на 2011 год в провинциях северного Эквадора осталось около 2100 говорящих.

## Фонология

### Гласные
|          | Передние | Центральные | Задние |
| -------- | -------- | ----------- | ------ |
| Закрытые | i /i/    | ɨ /ɨ/       | u /u/  |
| Открытые |          | a /a/       |        |

### Согласные
|             |             | Губно-губные | Зубные | Латеральные | Палатальные | Велярные |
| ----------- | ----------- | ------------ | ------ | ----------- | ----------- | -------- |
| Взрывные    | Взрывные    | p /p/        | t /t/  |             |             | k /k/    |
| Фрикативные | Глухие      |              | s /s/  | ɫ /ɫ/       | š /ʃ/       |          |
| Фрикативные | Сонорные    |              | z /z/  |             | ž /ʒ/       |          |
| Носовые     | Носовые     | m /m/        | n /n/  |             |             | ŋ /ŋ/    |
| Плавные     | Плавные     |              |        | l /l/       |             |          |
| Полугласные | Полугласные | w /w/        |        |             | j /j/       |          |